# 239307 Kruchynenko
239307 Kruchynenko este un asteroid din centura principală de asteroizi.

## Descriere
239307 Kruchynenko este un asteroid din centura principală de asteroizi. A fost descoperit pe 24 august 2007 la observatorul astronomic din Andrușivka. Asteroidul prezintă o orbită caracterizată de o semiaxă mare de 2,42 ua, o excentricitate de 0,25 și o înclinație de 13,9° în raport cu ecliptica.